# (37402) 2001 XB98
2001 XB98 (asteroide 37402) é um asteroide da cintura principal. Possui uma excentricidade de 0.12605110 e uma inclinação de 3.60662º.
Este asteroide foi descoberto no dia 10 de dezembro de 2001 por LINEAR em Socorro.